# 愛国駅

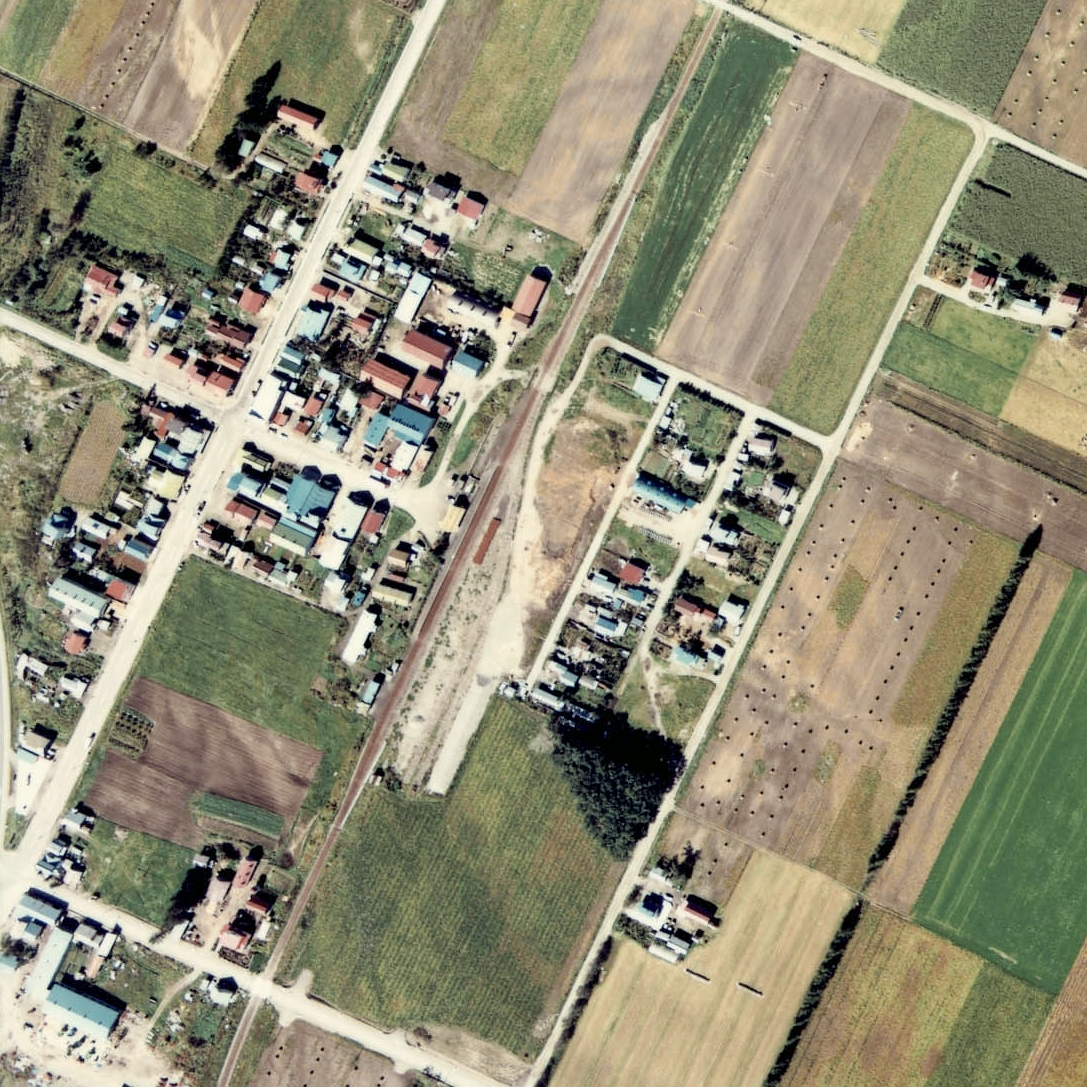
1977年の愛国駅と周囲約500m範囲。下が広尾方面。周囲は札内川流域の平坦な畑作地帯。
無人化に伴い、既に駅裏側（下り）ホームは撤去されているが、線路はそのまま残されている。駅舎も開業以来の木造のものが残され、その横にある帯広側の貨物ホームにも引込み線が残されている。駅裏の広尾方面にはストックヤードがあって、貨物線が帯広側から分岐した後さらに2線に分岐してヤードの中央に敷かれており、かつて道路の整備される昭和30年代中頃までは札内川で採取された川砂の搬出に使用されていたが、これらも撤去されずに残されている。赤茶色の細長いものは保線用のレールの束。

愛国駅（あいこくえき）は、北海道（十勝支庁）帯広市愛国町にあった日本国有鉄道（国鉄）広尾線の駅（廃駅）である。電報略号はアコ。事務管理コードは▲111503。
同線の幸福駅とあわせ「愛の国から幸福へ」のキャッチフレーズとともにブームを巻き起こした。

## 歴史
- 1929年（昭和4年）11月2日 - 国有鉄道（鉄道省）広尾線帯広駅 - 中札内駅間開通に伴い開業[3][4]。一般駅[3]。
- 1945年（昭和20年）7月16日 - 砂利線使用開始[5]。
- 1974年（昭和49年）12月15日 - 貨物・荷物取扱い廃止[6]。無人化[7]。
- 1979年（昭和54年）8月1日 - 駅舎改築。記念乗車券4万5千枚販売。
- 1987年（昭和62年）2月2日 - 広尾線の廃線に伴い廃止となる[1]。

### 駅名の由来
所在地名より。当地を開拓した「愛国青年団」による。

## 駅構造
廃止時点で、単式ホーム1面1線を有する地上駅であった。ホームは線路の西側（広尾方面に向かって右手側）に存在した。かつては相対式ホーム2面2線を有する列車交換可能な交換駅であった。使われなくなった駅舎と反対側の1線は、交換設備運用廃止後も側線として残っていた（但し1983年（昭和58年）時点ではプラットホームは撤去されていた）。そのほか本線帯広方から駅舎側に分岐し駅舎北側のホーム切欠き部分の貨物ホームへの貨物側線を1線、また上記旧交換線である側線の帯広方から分岐し2線に分かれる行き止まりの側線を有していた。
本来は無人駅であるが、大正駅の助役が当駅の助役を兼務しており、実質的に有人駅であった。駅舎は構内の南西側に位置しホーム中央部分に接していた。ホームには「愛国から幸福ゆき」の乗車券をかたどった駅名標や庭園が作られていた。「わたしの旅スタンプ」が設置されていた。
また、駅横にはヨ3500形車掌車の車体を再利用した売店も存在した。

## 利用状況
1981年度（昭和56年度）の1日乗降客数は742人。

## 駅周辺
- 北海道道595号愛国停車場線
- 北海道道962号愛国停車場古舞線
- 国道236号（広尾国道）[11]
- 帯広広尾自動車道帯広川西インターチェンジ
- 愛国簡易郵便局
- 愛の国郷土博物館
- 札内川[11]
- 十勝バス「愛国」停留所

## 駅跡
帯広市により「愛国交通記念館」として整備されている。旧駅舎内には当時使用していた閉塞器、通標、備品、乗車券、駅スタンプ、写真パネルなどが保存・展示されている。また駅構内は営業当時そのままの状態で保存されており、線路上に9600形蒸気機関車19671号機が静態保存・展示されている。2010年（平成22年）時点でも同様であった。「愛国から幸福ゆき」の乗車券をモチーフにした石碑、同切符の販売1,000万枚を記念した石碑も設置されている。尚、駅横にあったヨ3500形車掌車を再利用した売店は2011年（平成23年）時点では廃棄された状態となっている。
また、記念館を含む周辺は公園として整備され、ハート型の噴水、遊具、バーベキュー小屋などが設置されている。

## 「愛の国から幸福へ」ブーム
1973年（昭和48年）3月、NHKの紀行番組で幸福駅とともに、縁起の良い地名として取り上げられたことで、全国的な人気を博した。1978年（昭和53年）7月、「愛国→幸福」の乗車券発売枚数が1,000万枚を突破。1981年（昭和56年）末には1,200万枚、売上総額は9億4,000万円に上った。釧路鉄道管理局により駅前に記念碑が設置される。現在は駅前の商店で乗車券のレプリカが専用のケース（キーホルダー）と共に販売されているほか、十勝バスでも「愛国から幸福ゆき」のバス乗車券を販売する。

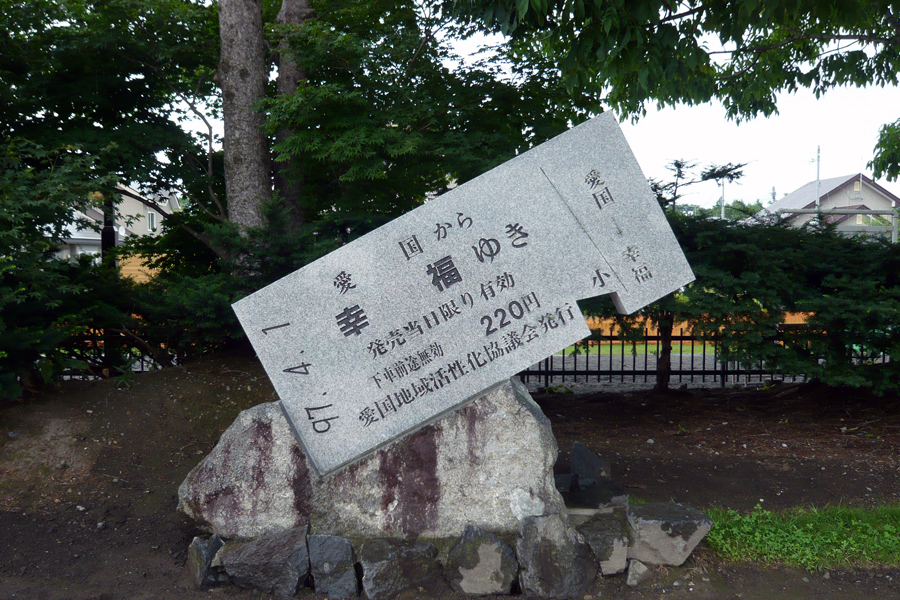
駅舎横にある切符型の記念碑（2007年8月撮影）
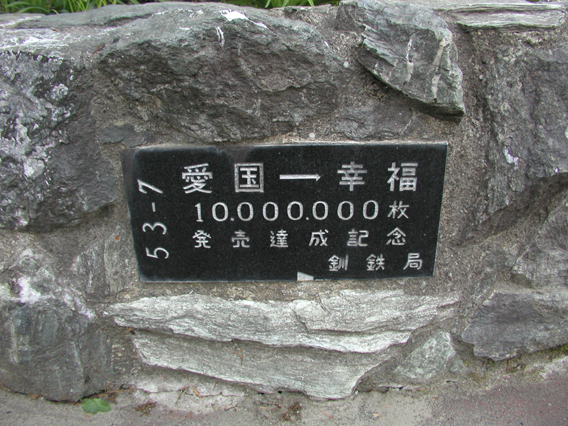
記念切符発売1,000万枚突破記念碑（2004年6月）
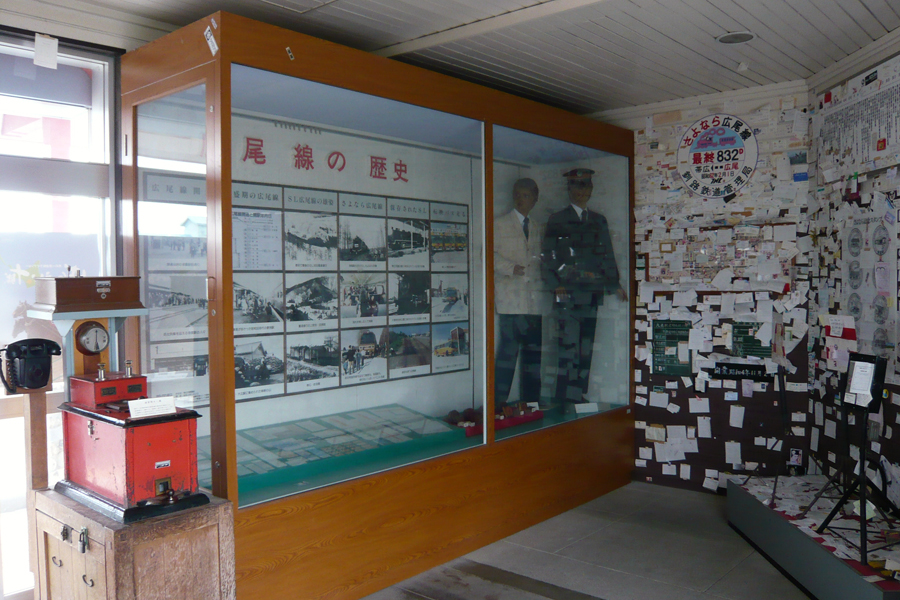
交通記念館になっている駅舎内（2007年8月撮影）
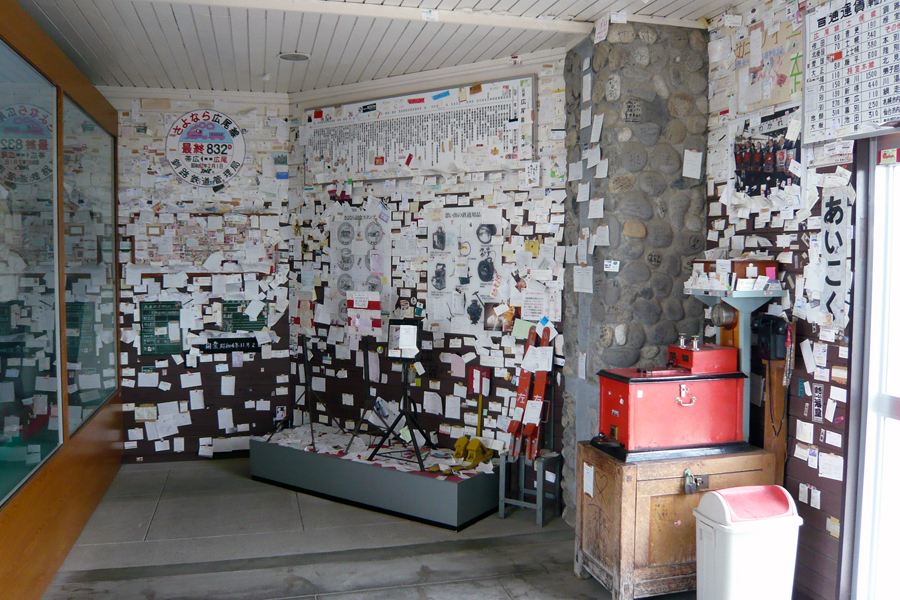
駅舎内には広尾線や愛国駅で使用されていた用品が展示されている（2007年8月撮影）
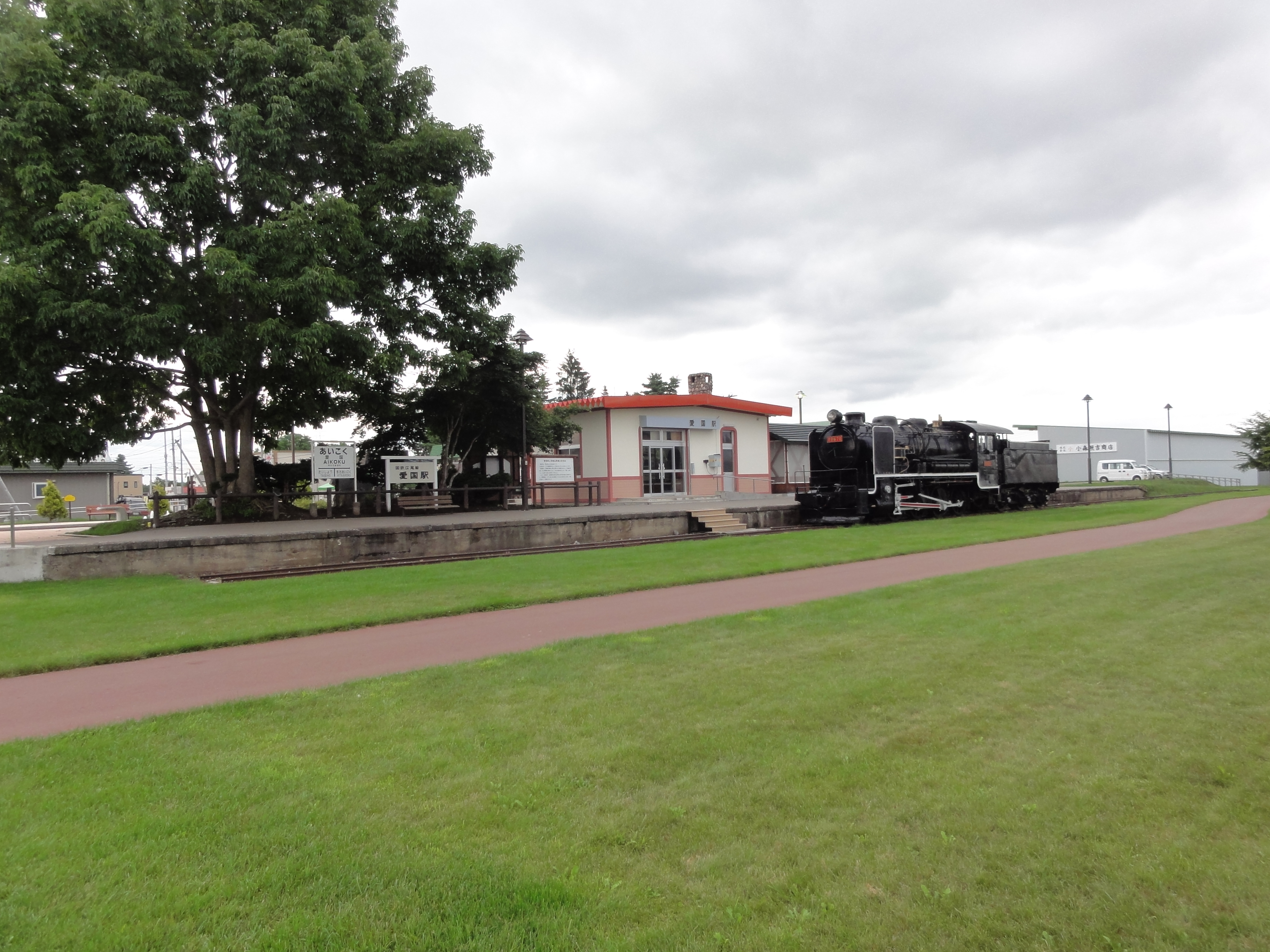
駅構内（2011年8月撮影）
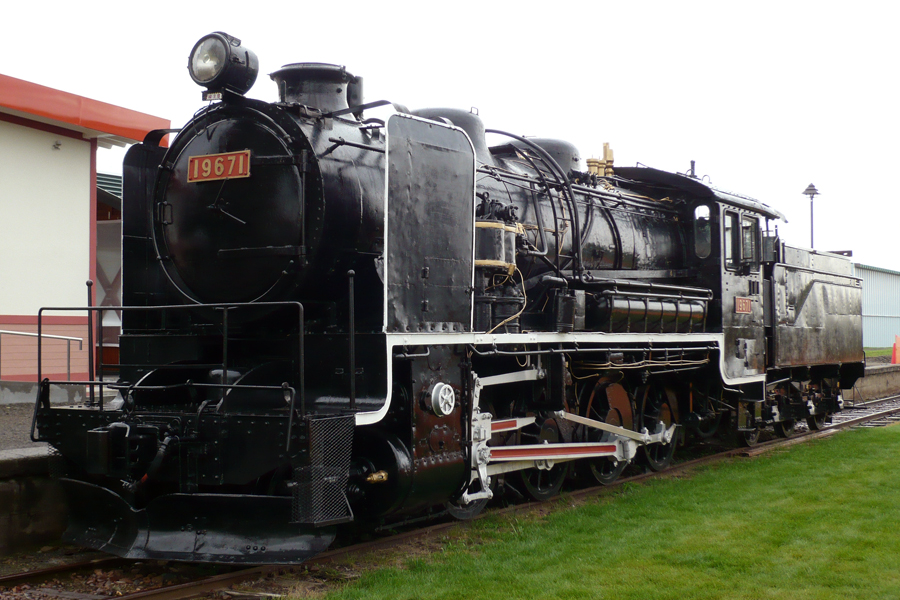
駅構内に保存されている国鉄9600形蒸気機関車の19671号機（2007年8月撮影）
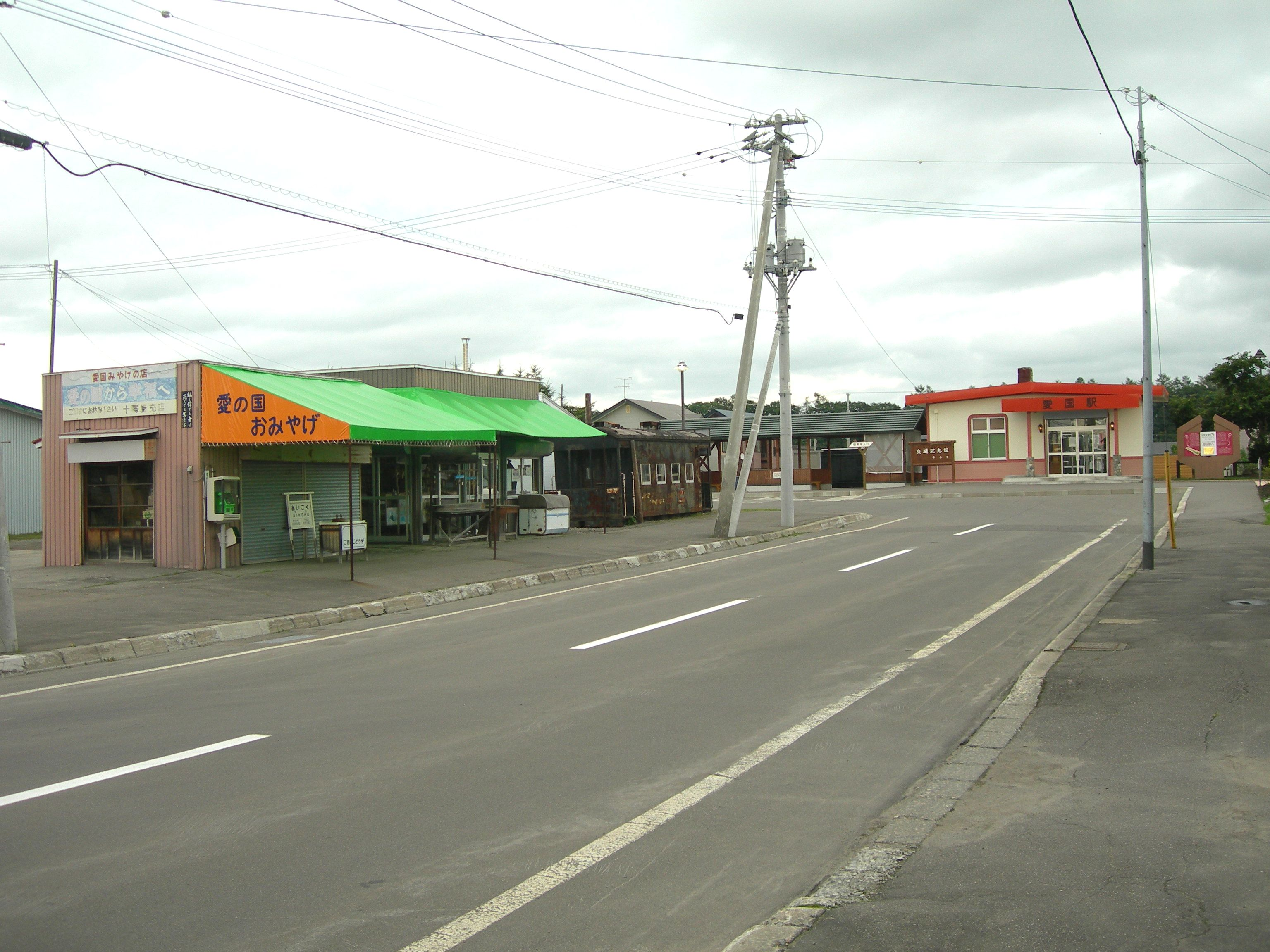
駅前（2011年8月撮影）
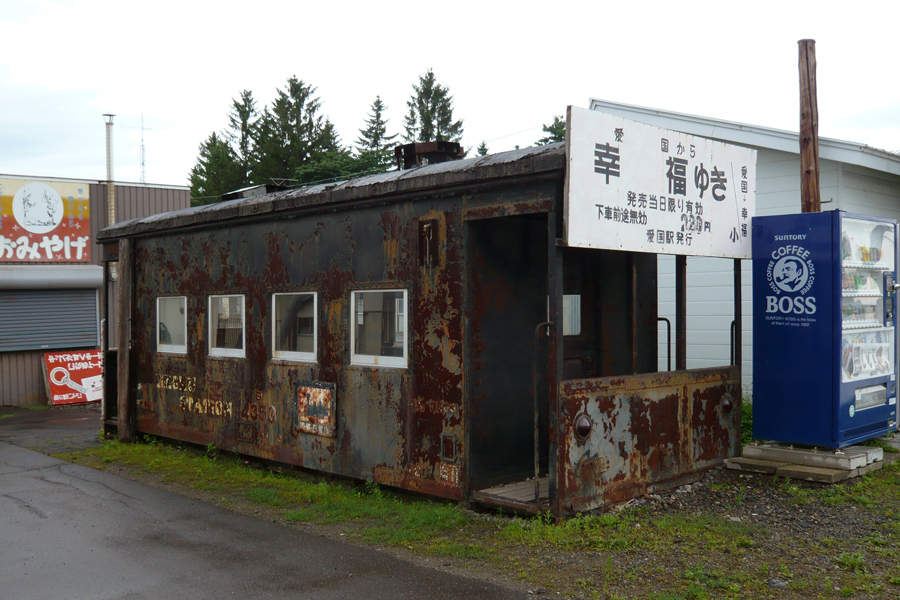
駅前に放置されている国鉄ヨ3500形貨車を利用した国鉄売店跡(ヨ4353号車)（2007年8月撮影）
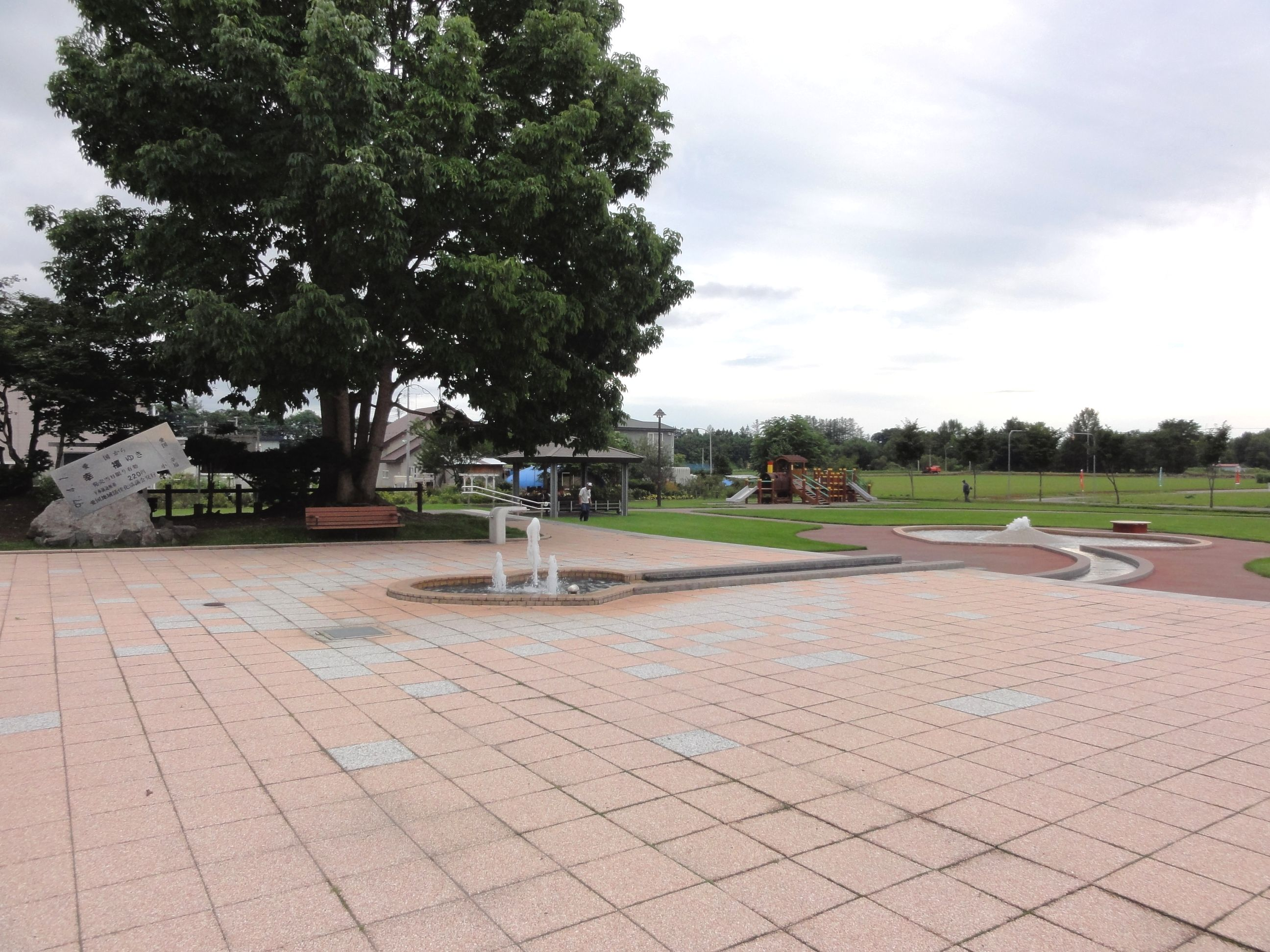
駅横の公園（2011年8月撮影）
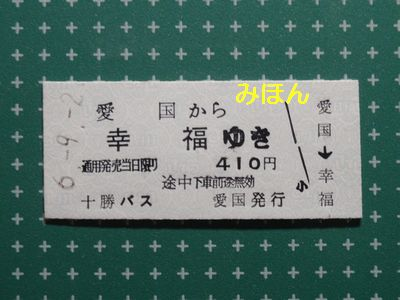
愛国→幸福の乗車券（十勝バス発行）

## 隣の駅
日本国有鉄道
広尾線
北愛国駅 - 愛国駅 - 大正駅